# Escudo de Bolívar (Colombia)
El Escudo del departamento Bolívar es el principal emblema y uno de los símbolos oficiales del departamento colombiano de Bolívar. Mucho antes del actual insignia, se estuvo utilizando el escudo del Estado Libre de Cartagena utilizado antes de 1857, posteriormente a este año a razón de la proclamación de la república federal conocida hoy como Confederación Granadina fue creado el Estado Soberano de Bolívar; dicha entidad designó al actual escudo nacional colombiano, el cual estaba rodeado por un óvalo de color rojo en cuyo interior llevaba el nombre del Estado Soberano, esto fue una misma norma se aplicó a los demás Estados de la Unión. Sin embargo debido a que el país cambió de nombre tres veces en tan solo un lapso de 5 años, los emblemas tuvieron que ser readoptados igual número de veces durante dicho periodo.
En 1886, al volver el centralismo al poder, se suprimieron los estados y se crearon en su lugar los departamentos, de modo que los escudos estatales quedaron obsoletos. Algunos departamentos entonces usaron sus antiguos símbolos una vez más; en el caso de Bolívar los diseños originales se perdieron, por lo que hay algunas variaciones entre el actual escudo de armas y el blasón que se especifica en el decreto que lo aprobó.

## Blasonado
Escudo medio partido y cortado, con filiera de plata. Primero, en campo de oro, una palma de coco de su color natural. Segundo, de gules, cinco bezantes de oro colocados en souter. Tercero, en campo de azur, una embarcación de sable con sus velas de plata dispuesta sobre aguas de azur y plata. Por timbre un azor mirando al lado diestro del escudo, en cuyo pico lleva una corona triunfal, y adornado el escudo un lambrequín con la forma parecida a las hojas de acanto. Por divisa cinta de oro con el lema en sable “AB ORDINE LIBERTAS”.

## Diseño y significado de los elementos
El escudo tiene una forma heráldica francesa moderna, es decir, cuadrada con un pequeño apéndice en la parte media baja. Está coronado por un azor con una guirnalda de oliva en su pico, que se posa sobre el escudo, y está adornado de un lambrequín con la forma parecida a las hojas de acanto.
Aunque la ley creó el blasón ordena que este sea "partido", en realidad es un escudo "cortado". En heráldica, la primera acepción corresponde a una división vertical del escudo, en tanto que la segunda obedece a una división horizontal. El escudo de Bolívar resulta, entonces, cortado en dos mitades iguales, siendo la parte superior a su vez partida en dos.

### Divisiones
La primera división, que ocupa la esquina superior izquierda, es un campo dorado ocupado por una palma de coco. La palma cocotera es una característica distintiva del Caribe. El color del campo representa el oro y la riqueza de la tierra, mientras la palmera simboliza la estabilidad, fecundidad y el amor a las empresas heroicas.
La segunda división, que ocupa la esquina superior derecha, es un campo de gules, con cinco Solidus de plata colocados en sotuer. El gules (o rojo) representa el valor, el honor, el fuego, y la victoria, y también lealtad a la Patria. El color de las monedas se supone que debería ser plata, lo que representa la pureza, la fe y la obediencia, pero ahora se muestran en oro o dorado, probablemente para suprimir su sentido de obediencia y lealtad a la Corona.
La tercera división se encuentra en la parte inferior del escudo. Es un campo de azur con un mar ondulado cargado por un buque en sable. El azur (o azul), es una alusión al agua y al Mar Caribe que forma parte integrante del departamento, al igual que también alude a su diversidad hidrológica, ya que el departamento está bañado por muchos ríos importantes y contiene gran cantidad de ciénagas y lagos. Este color simboliza el aire, y las cualidades de justicia, obediencia, lealtad, piedad y prudencia.
El buque naval es un símbolo de la condición marítima de Cartagena, su capital, la cual ha sido y es un muy importante puerto de mar, y el negro representa no solo su papel en la esclavitud como un puerto esclavo sino también como símbolo de pudor, la modestia, la discreción y la prudencia. Sin embargo y de forma inexplicable, el color del buque se ha cambiado a blanco y marrón.

### Timbre y lema
Aunque muy poco común en heráldica, posee un timbre sin casco, lo cual es común en los países Andinos, ya que casi todos ellos muestran un Cóndor y otra ave con una cinta a sus pies. El escudo de Bolívar sigue esta tradición y tiene un azor con sus alas extendidas mirando hacia la derecha, que simboliza el poder, grandeza y fuerza, con una corona de olivo, símbolo de la paz. En la descripción del blasón, a ésta ave se le denomina "águila azorada", que significa águila al acecho, pero formalmente se sobreentiende que pertenece a la especie de nombre "azor".
Una cinta aparece a los pies y detrás del ave, la cual lleva el lema que reza en latín "Ab Ordine Libertas", que es otra forma del viejo lema de Colombia, que ahora es traducido al español como "Libertad y Orden", pero que en un sentido más amplio significa "Del orden, viene la libertad".
A los lados del escudo se observa el lambrequín, un adorno heráldico generalmente en forma de hojas de acanto, que baja de lo alto del escudo y lo rodea. El acanto es una planta de hojas espinosas y largas, cuya forma se tomó para ser usada profusamente en los capiteles de las columnas corintias.

## Evolución del escudo bolivarense
|                           |                                    |                |                 |              |
| Estado Libre de Cartagena | Provincias Unidas de Nueva Granada | Estado Federal | Estado Soberano | Departamento |
| 1811                      | 1815                               | 1857           | 1861            | 1886         |